# Schottisches Fußballmuseum

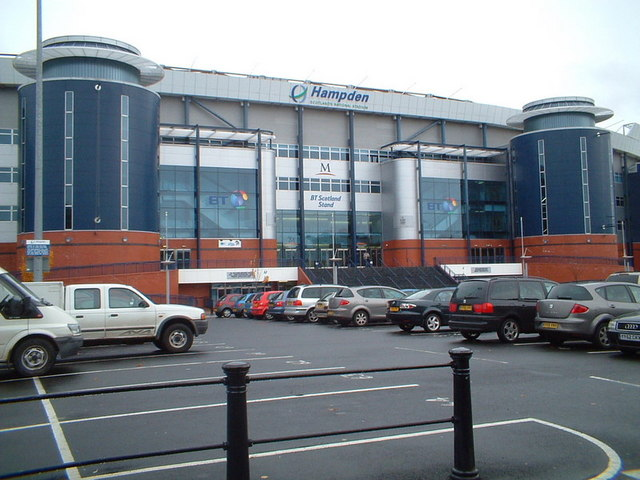
Haupteingang

Das Schottische Fußballmuseum (englisch Scottish Football Museum) ist das offizielle Fußballmuseum der Scottish Football Association (SFA) in Glasgow.

## Das Museum

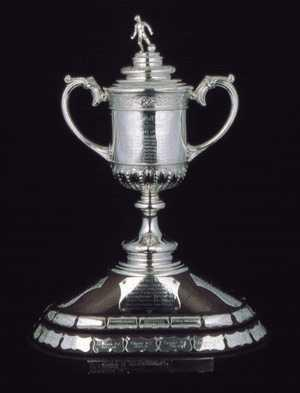
Der Scottish FA Cup

Das im Jahr 2001 eröffnete Museum dient als Erinnerungs- und Erfahrungsort der schottischen Fußballgeschichte. Es ist in den Hampden Park von Glasgow integriert und präsentiert Tausende von Objekten der schottischen Fußballgeschichte. Neben Einzelstücken und Filmaufnahmen einiger denkwürdiger Spiele werden auch Spieler in der Scottish Football Hall of Fame gewürdigt. Im Museum ist der originale Scottish FA Cup von 1873 ausgestellt, die älteste erhaltene Fußballtrophäe der Welt. Die Sammlungen des Museums werden als national bedeutsam durch die Schottische Regierung gefördert. Neben der ständigen Ausstellung gibt es Sonderausstellungen.